# Roger Fournier (homme politique)
Pour les articles homonymes, voir Roger Fournier et Fournier.
Roger Fournier, né le 6 septembre 1905 à Clermont-Ferrand (Puy-de-Dôme) et mort le 8 avril 1967 à Beaumont (Puy-de-Dôme), est un homme politique français.

## Détail des fonctions et des mandats
Mandats locaux
- Maire de Coudes
- Conseiller général du canton d'Issoire

Mandat parlementaire
- 7 novembre 1948 - 18 mai 1952 : Sénateur du Puy-de-Dôme